# Базельський мирний договір (1499)

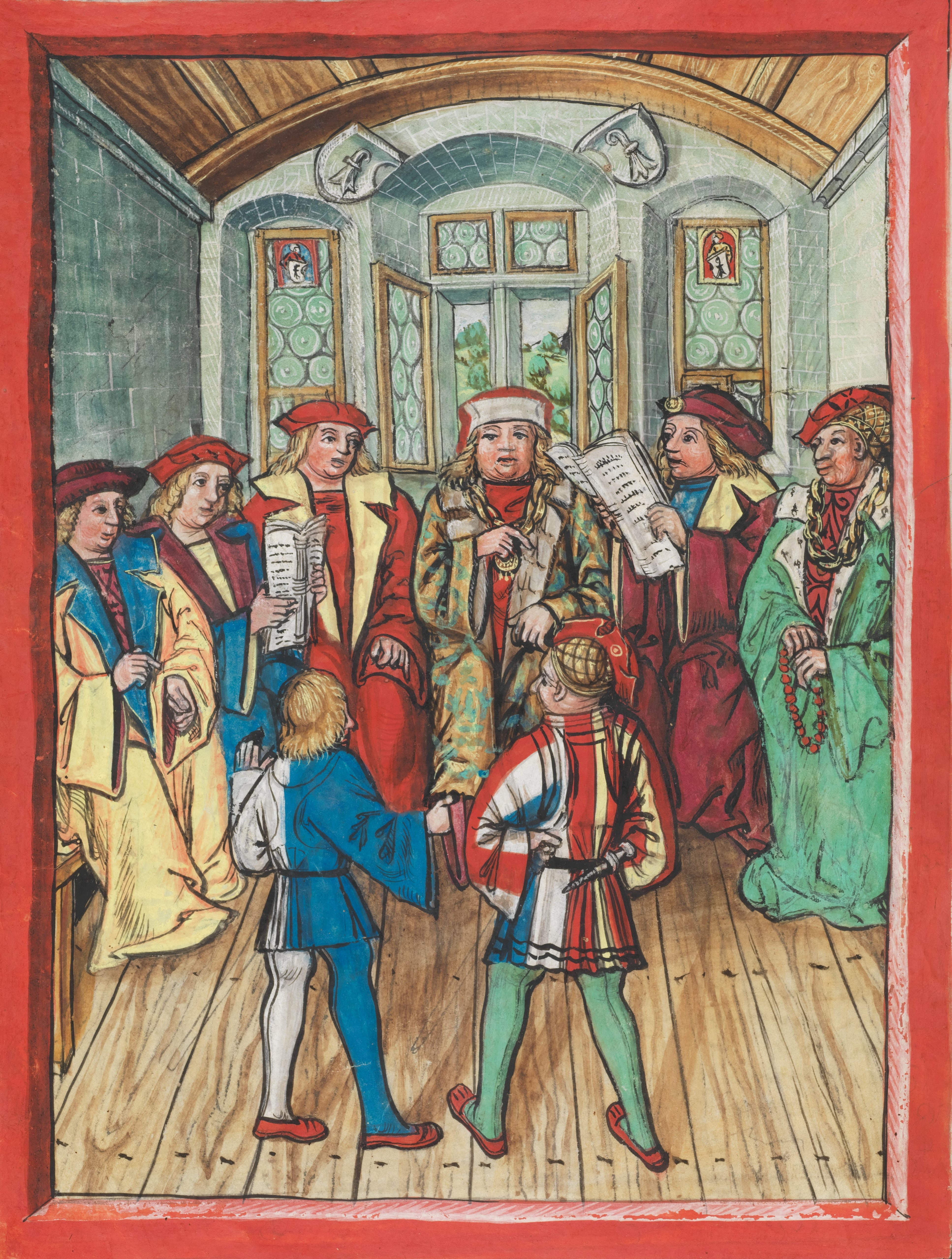
Переговори про умови Базельського миру. Герцог Милану Людовіко Сфорца викладає пропозиції делегації імператора Максиміліана I, перекладає делегат від Люцерна (зліва, у синьому одягу).

Базельський мирний договір 1499 року — мирний договір, укладений між Швейцарською конфедерацією і Священною Римською імперією в Базелі 22 вересня 1499 року, підбив підсумки Швабської війни. Фактично встановлював незалежність Швейцарії від Священної Римської імперії.